# Kibernetička špijunaža
Kibernetička špijunaža je akt dobivanja informacija bez dozvole i znanja onoga tko informaciju posjeduje (individua, konkurencija, grupa, vlada, neprijatelj, itd.). Dobivanjem određene informacije akter najčešće dobiva osobnu, ekonomsku, političku ili vojnu prednost. Kibernetička špijunaža odvija se putem interneta, računalnih mreža ili osobnih računala korištenjem tehnika hakiranja, ubacivanja zaraženih programa u sustav (spyware, računalni crvi, trojanci) i dr.
Informacije koje se dobivaju ovim putem su najčešće klasificirane kao povjerljive i tajne, odnosno strogo su zaštićene. Razvojem društvenih mreža mete ovih napada postaju sami korisnici platformi poput Facebooka, Twittera i sl., odnosno tvrtke i velike korporacije koje dio svog poslovanja obavljaju online. Špijunaža se također može odvijati putem mobilne telefonije, a vrlo je moguća i putem igraćih konzola

## Metode prikupljanja informacija
Posebne metode prikupljanja podataka razlikuju se od platforme do platforme, od operativnog sustava do operativnog sustava. Neke od uobičajenih metoda su:
1. Skeniranje podataka: skeniranje lokalnih i internetskih datoteka, odnosno memorijskih kapaciteta (dokumenti, liste, popisi, dokumenti posebnih programa kao što su AutoCAD i sl.)
2. Pronalaženje lokacije: koriste se podaci s GPS-a, bežičnih lokalnih računalnih mreža i dr. kako bi se ustanovila pozicija osobe, odnosno računala te kako bi se pratilo eventualno kretanje u prostoru
3. Bube: maleni mikrofon koji se skriva u određene dijelove odjeće ili bijele tehnike s ciljem snimanja zvuka
4. Skrivene privatne mreže: zaobilaženje korporacijskih sigurnosnih mreža
5. Kamere: tajno snimanje fotografija i video materijala
6. Keylogger: računalni program koji bilježi svaku vrstu tipkanja na tipkovnici i sprema transkript u samostalni dokument (najčešće Notepad)
7. Screen Grabber (nap. prev. Hvatač ekrana): računalni program koji periodično slikaje ono što se nalazi na ekranu određenog računala ili gadgeta
8. Eksfiltracija: diskretno iznošenje informacija iz neke mreže (uglavnom se čekaju momenti velikih prometa po nekom web mjestu kako bi se teže pratili tragovi iznošenja)
9. Manipulacija materijalima: praćenje izmjena materijala
10. Prisluškivanje mobitela

## Metode infiltracije
Postoji nekoliko uobičajenih metoda putem kojih se može zaraziti određena računalna mreža i/ili računalo:
1. Injection Proxy: sistem koji poput injekcije ubacuje određene podatke u neki drugi računalni sustav. Najosnovniji primjer je postavljanje zaraženih datoteka na internet kako bi određeni broj osoba preuzeo i otvorio te datoteke na vlastitom računalu
2. Spear Phishing: pomno i detaljno sastavljena i osmišljena internet pošta koja se zatim šalje na e-adresu mete. E-pošta sadrži zaražene priloge koje korisnik otvara i unosi program u vlastiti računalni sustav i/ili računalo
3. Fizičko postavljanje zaraženih programa u računalo
4. Presretanje informacija putem računala
5. Infiltracija u računalo putem bežične lokalne mreže (WiFi)